# Sofia Polcanova
Sofia Polcanova (ur. 3 września 1994 w Kiszyniowie) – austriacka tenisistka stołowa pochodzenia mołdawskiego, uczestniczka igrzysk olimpijskich w Rio de Janeiro. Srebrna medalistka mistrzostw Europy 2014 w grze drużynowej, brązowa medalistka mistrzostw Europy 2022 w grze mieszanej.

## Igrzyska olimpijskie
Wzięła udział w rywalizacji w turnieju gry pojedynczej podczas igrzysk w 2016 roku. W drugiej rundzie trafiła na reprezentantkę Australii Jian Fang Lay, z którą przegrała 2:4 i odpadła z dalszej rywalizacji. W turnieju drużynowym jej reprezentacja w 1/8 finału pokonała Holandię, zaś w ćwierćfinale przegrała z Japonią i zajęła miejsce 5-8.